# Mordella brachyura brachyura
Mordella brachyura brachyura es una subespecie de coleóptero de la familia Mordellidae.

## Distribución geográfica
Habita en Irán.